# Емоційна відстороненість
У психології емоційна відстороненість, також відома як емоційне притуплення, — це кондиція або стан, у якому людині бракує емоційного зв'язку з іншими, чи то через небажані обставини, чи як позитивний спосіб подолати тривогу. Така стратегія подолання, також відома як подолання зосереджене на емоціях (копінг), використовується для уникнення певних ситуацій, які можуть викликати тривогу. Мається на увазі ухилення від емоційних зв'язків, у медицині наприклад, клінічна відстороненість-клінічне співчуття. Емоційна відстороненість може бути тимчасовою реакцією на стресову ситуацію, або хронічним станом, таким як розлад деперсоналізації-дереалізації. Це також може бути викликано певними ліками (наприклад, антидепресантами). Емоційне притуплення, також відоме як зниження афекту, є одним із негативних симптомів шизофренії.

## Ознаки та симптоми
Емоційна відстороненість може бути не такою зовнішньою, як інші психіатричні симптоми. Пацієнти з діагнозом емоційна відстороненість мають знижену здатність виражати емоції, співпереживати іншим або формувати потужні емоційні зв'язки. Пацієнти також мають підвищений ризик виникнення багатьох тривожних і стресових розладів. Це може призвести до труднощів у налагодженні та підтримці особистих стосунків. Людина може переміщатися в інше місце у своєму розумі та виглядати стурбованою або «не зовсім присутньою», або вона може здаватися повністю присутньою, але демонструвати суто інтелектуальну поведінку, коли емоційна поведінка була б доречною. Особі може бути важко бути люблячим членом сім'ї, або вона може уникати заходів, місць і людей, пов'язаних з минулими травмами. У таких людей дисоціація (роз'єднання) може призвести до дефіциту уваги(концентрації) і, отже, до проблем з пам'яттю, а в крайніх випадках– до амнезії. У деяких випадках вони представляють надзвичайну складність у вираженні або отриманні емпатії, що може бути пов'язано зі спектром нарцисичного розладу особистості. Крім того, емоційне притуплення негативно корелює з якістю ремісії. Негативні симптоми набагато рідше зникають, коли пацієнт відчуває емоційне притуплення.
У дослідженні дітей віком 4–12 років було виявлено, що риси агресивності та антисоціальної поведінки корелюють з емоційною відстороненістю. Дослідники визначили, що це може бути ранньою ознакою емоційної відстороненості, запропонувавши батькам і клініцистам оцінити дітей із цими рисами на наявність вищих поведінкових проблем, щоб уникнути більших проблем (таких як емоційна відстороненість) у майбутньому.
Була виявлена кореляція більшого емоційного притуплення серед пацієнтів, які лікувалися від депресії, які отримали вищі бали за лікарняною шкалою тривоги та депресії, (HADS) і були чоловіками (хоча різниця в частоті була незначною).
Емоційна відстороненість у невеликому обсязі є нормальною. Наприклад, здатність емоційно та психологічно відсторонитися від роботи, коли людина не на робочому місці, є нормальною поведінкою. Емоційна відстороненість стає проблемою, коли вона погіршує здатність людини функціонувати на повсякденному рівні.

## Шкали вимірювання
Хоч деякі шкали важкості депресії дають уявлення про рівні емоційного притуплення, багато симптомів недостатньо охоплені. Спробою вирішити цю проблему є Оксфордський опитувальник депресії (ООД; англ. Oxford Depression Questionnaire (ODQ)), шкала, спеціально розроблена для повної оцінки симптомів емоційного притуплення. ООД розроблений спеціально для пацієнтів із ВДР (англ. MDD), щоб оцінити індивідуальні рівні емоційного притуплення.
Інша шкала, відома як Оксфордський опитувальник щодо емоційних побічних ефектів антидепресантів (OQESA), була розроблена за допомогою якісних методів.

## Причини
Емоційна відстороненість і/або емоційне притуплення мають багатозначні причини виникнення, оскільки причина може відрізнятися від людини до людини. Емоційна відстороненість або емоційне притуплення часто виникає внаслідок несприятливого досвіду дитинства, наприклад фізичного, сексуального чи емоційного насильства. Емоційна відстороненість є дезадаптивним механізмом подолання травми, особливо у маленьких дітей, які не розвинули механізми подолання. Емоційна відстороненість також може бути спричинена психологічною травмою в дорослому віці, наприклад жорстоким поводженням, або травматичним досвідом, таким як війна, автомобільні аварії тощо.
Емоційне притуплення часто спричиняється антидепресантами, зокрема селективними інгібіторами зворотного захоплення серотоніну (СІЗЗС), які використовуються при великому депресивному розладі (англ. MDD), і часто як додаткове лікування інших психічних розладів. Люди з ВДР зазвичай також відчувають емоційне притуплення. Емоційне притуплення є симптомом ВДР, оскільки депресія негативно корелює з емоційними (як позитивними, так і негативними) переживаннями.
Шизофренія часто протікає з негативними симптомами, екстрапірамідними симптомами (ЕПС) і депресією. Останнє збігається з емоційним притупленням і, як показано, є основною частиною наявних ефектів. Шизофренія загалом викликає відхилення в емоційному розумінні індивідів, і всі вони клінічно розглядаються як симптом емоційного притуплення. Люди з шизофренією демонструють менше емоційних переживань, демонструють менш емоційні вирази та не вміють розпізнавати емоційні переживання та/або вирази інших людей.
Зміни лобно-лімбічної активності в поєднанні з депресією після інсульту базальних гангліїв лівої півкулі (інсульт англ. LBG) можуть сприяти емоційному притупленню. Інсульти LBG пов'язані з депресією та часто спричинені розладами базальних гангліїв (англ. BG). Такі розлади змінюють емоційне сприйняття та переживання пацієнта.
У багатьох випадках люди з розладами харчової поведінки (англ. eating disorders (ED)) часто виявляють ознаки емоційної відстороненості. Це пов'язано з тим, що багато обставин, які часто призводять до ED, такі самі, як обставини, які призводять до емоційної відстороненості. Наприклад, люди з ED часто зазнавали жорстокого поводження в дитинстві. Розлади харчової поведінки самі по собі є дезадаптивним механізмом подолання, і щоб впоратися з наслідками розладу харчової поведінки, люди можуть звернутися до емоційної відстороненості.
Емоційне горе або втрата близької людини також можуть бути причинами емоційної відстороненості.
На жаль, поширеність емоційного притуплення до кінця не відома.

## Поведінковий механізм
Емоційна відстороненість — це дезадаптивний механізм подолання, який дозволяє людині спокійно реагувати на надзвичайно емоційні обставини. У цьому сенсі емоційна відстороненість — це рішення уникати емоційних зв'язків, а не нездатність або труднощі в цьому, як правило, з особистих, соціальних чи інших причин. У цьому сенсі це може дозволити людям підтримувати межі та уникати небажаного впливу з боку інших на них, пов'язаного з емоційними потребами. Як таке, це навмисне розумове ставлення, яке уникає залучення емоцій інших.
Ця відстороненість не обов'язково означає уникнення співчуття; скоріше це дозволяє людині раціонально вибирати, чи бути приголомшеними такими почуттями чи ні. Приклади, коли це використовується в позитивному значенні, можуть включати управління емоційними межами, коли людина уникає емоційного рівня залученості, пов'язаного з людьми, які певним чином емоційно надмірно вимогливі, наприклад, важкі колеги чи родичі, або залучені люди до ПМД іншим.
Емоційна відстороненість також може бути «емоційним заціпенінням», «емоційним притупленням», тобто дисоціацією, деперсоналізацією або в її хронічній формі розладом деперсоналізації. Цей тип емоційного заціпеніння або притуплення є відключенням від емоцій, він часто використовується як навичка виживання під час травматичних подій у дитинстві, таких як жорстоке поводження чи серйозне нехтування. Після постійного використання цього механізму подолання він може стати відповіддю на щоденні стреси.
Емоційна відстороненість може дозволити акти надзвичайної жорстокості та насильства, підкріплені рішенням не підтримувати емпатичний зв'язок із зацікавленою особою. Соціальний остракізм, такий як уникання та відчуження від батьків, є іншими прикладами, коли рішення закрити людину створює психологічну травму для сторони, якої уникають.